# Heyy Babyy
Heyy Babyy ist ein erfolgreicher Bollywoodfilm aus dem Jahr 2007.

## Handlung
Die drei Jungs Arush Mehra, Ali Haider und Tanmay Joglekar leben in einer Männer-WG in Sydney. Dort genießen sie ihr freizügiges Leben und reißen ständig neue Frauen auf. Doch für die drei Machos rächt sich dies bald: Eines Tages findet Arush ein Baby vor der Haustür mit der Notiz: „Kümmere dich drum!“ Nur wissen sie nicht, wer von den dreien gemeint ist. So machen sie sich auf die Suche nach der möglichen Mama. Leider ohne Erfolg. Deshalb nehmen die drei alles selbst in die Hand und kümmern sich um das Baby, das sie liebevoll Angel nennen.
Sie gewöhnen sich an die Vaterrolle und wollen Angel bald um nichts mehr in der Welt hergeben. Ausgerechnet jetzt steht die Mutter vor der Tür. Es ist Isha, einst die Freundin von Arush. Sie haben sich vor einem Jahr auf einer Hochzeitsfeier kennengelernt. Schon beim ersten Anblick war Arush von Ishas Schönheit fasziniert. Ihr gegenüber hat er sich als respektvoller junger Mann ausgegeben, um ihr Vertrauen zu gewinnen und mit ihr zu schlafen. Als sie am nächsten Tag abreisen muss, verabschiedet sie sich von ihm mit Worten über Liebe und Vertrauen. Schon beim Abschied bekommt Arush ein schlechtes Gewissen. Er kehrt in sein Zimmer zurück, wo er von Ishas Freundin Devika regelrecht überfallen wird und von ihr auf das Bett gezerrt wird. Isha, die ihre Rückreise verschoben hat, um mehr Zeit mit Arush verbringen zu können, kommt in diesem Moment ins Zimmer rein. Sofort rennt sie nach diesem Anblick aus dem Zimmer, Arush hat nicht einmal die Zeit, das Missverständnis aufzuklären.
Isha wurde erzählt, dass sie einen toten Jungen zur Welt gebracht hat. Bald bekommt sie Wind, dass ihr Kind bei dem Vater ist. Sofort nimmt sie Angel an sich, was den drei Männern das Herz bricht. Deshalb beschließen sie, dass Arush wieder Ishas Herz erobern soll.
Isha will jedoch nichts mehr von Arush wissen, deshalb lässt sie sich lieber auf einen Vertrag ein: Wenn Isha innerhalb von sieben Tagen heiratet, darf sie Angel behalten. Ansonsten kann Angel wieder zu den drei Jungs zurück. Mittlerweile hat Arush begriffen, dass er wirklich in Isha verliebt ist.
Nachdem die sieben Tage abgelaufen sind und Isha immer noch nicht verheiratet ist, will sie Angel trotzdem nicht wieder hergeben. Sie will mit ihrer Tochter fliehen. Als Ali und Tanmay davon erfahren, versuchen sie Isha aufzuhalten. Arush trifft allerdings im letzten Moment ein und zerreißt den Vertrag.
Zuhause ankommend klingelt es und Isha steht vor der Haustür. Sie begründet ihre Rückkehr mit den Worten, dass Angel zwar viel mehr eine Mutter braucht, aber sie braucht auch einen Vater. So verzeiht sie Arush, und die beiden schließen den Bund der Ehe. Und endlich hat Angel eine Mutter und einen Vater.

## Auszeichnung
Stardust Award (2008)
- Stardust Award/männlicher Star des Jahres an Akshay Kumar (auch für Namastey London)

## Filmmusik
| Song                               | Sänger/in                                                    |
| ---------------------------------- | ------------------------------------------------------------ |
| Dholna                             | Sonu Nigam und Shreya Ghosal                                 |
| Dholna – Love Is In The Air Remix  | Sonu Nigam und Shreya Ghosal                                 |
| Heyy Babyy                         | Neeraj Shridhar, Raman und Pervez Quadri                     |
| Heyy Babyy – The Big 'O' Remix     | Neeraj Shridhar, Raman und Pervez Quadri                     |
| Heyy Babyy Featuring Girl Band     | Akbar Sami                                                   |
| Jaane Bhi De – Hiphop Hiccup Remix | Shankar Mahadevan und Loy Mendonsa                           |
| Jaane Bhi De                       | Shankar Mahadevan                                            |
| Mast Kalandar                      | Salim Shahzada, Rehan Khan, Shankar Mahadevan und Sajid Khan |
| Meri Duniya Tu Hi Re               | Sonu Nigam, Shaan und Shankar Mahadevan                      |

Shahrukh Khan ist kurz beim Song Mast Kalandar zu sehen. In dem Lied Heyy Babyy haben folgende Stars ihren Gastauftritt: Amisha Patel, Koena Mitra, Dia Mirza, Shamita Shetty, Neha Dhupia,  Malaika Arora, Amrita Arora, Amrita Rao, Tara Sharma, Minissha Lamba, Riya Sen, Sophie Chaudhary, Masumi Makhija, Celina Jaitley, Aarti Chhabria.

## Sonstiges
Dies ist der erste Bollywoodfilm der auch auf Blu-ray Disc erscheint.